# BCN Drone Center
A BCN Drone Center egy drónok fejlesztésére, tesztelésére, bemutatására kialakított központ, mely alkalmas kurzusok lebonyolítására a témával kapcsolatban.
A világ tíz drón teszthelyének egyike, mely elkülönített légtérrel rendelkezik. A központ Spanyolországban, Katalónia tartományban, Moià közelében található, kocsival körülbelül egy órányira Barcelonától. A környékre jellemző mediterrán éghajlat lehetővé teszi a drónok tesztelését évszaktól függetlenül, több mint 300 nap egy évben.

## Kezdetek
2012-ben CATUAV számára láthatóvá vált, hogy az UAV szektor gyors növekedésbe fog kezdeni, szükségessé téve, hogy a kormány új rendelkezéseket hozzon drónok használatával kapcsolatban. Ennek következményeként kell egy hely, mely az összes biztonsági feltételnek megfelel ls lehetővé teszi az UAV platformok legális fejlesztését, tesztelését, bemutatását és használatát.
CATUAV megkereste a legmegfelelőbb területet a BCN Drone Center kialakításához: lakatlan területen, de ugyanakkor közel Barcelonához, ahol nem túl erős a szél, nem jellemző a köd és nincsenek domborzati akadályok. Így került a Moiá és Collsuspina közötti területre a választás.
Ezt követően, a CATUAV képviselői találkoztak a Spanyol Polgári Légiközlekedési Hatóságokkal Madridban. Számos megbeszélés után megadták az engedélyt az első drónok számára elkülönített légtérhez Spanyolországban melyből a világon összesen tíz van.
Végül egy bioklimatikus, önfenntartó épületet építettek az ingatlanra, mely azóta a BCN Drone Center székhelyéül szolgál.

## Felszereltség

### Drón reptér
A központ 14 hektárt foglal magába, melyből 4 hektár tartozik a reptérhez. A terület orientációja lehetővé teszi a drónok működtetését az időjárási viszonyokhoz alkalmazkodva, felszállásnál és leszállásnál figyelembe véve az uralkodó szélirányt. A terület fő jellemzői:
- Lakatlan terület, mely lehetővé teszi a drónok használatát, de csak egy órányira a Barcelona nemzetközi repülőtértől
- Magasan fekvő, sík terület
- A kifutópálya 350 m hosszú és 20 m széles
- Akadálytól mentes minden irányban
- Jó légköri viszonyok egész évben

### Légtér[2]
A BCN Drone Center saját elkülönített légtérrel rendelkezik, melyet a közelmúltban hagytak jóvá a spanyol légi hatóságok. A terület neve TSA-31 CTC-MOIA, melynek nagysága 2500 hektár, 1250 m tengerszint feletti maximum magassággal. A légtér négy sarkának koordinátai:
- 414845N 0020840E;
- 414940N 0021200E;
- 414610N 0021230E;
- 414600N 0021000E.

Ez az egyik az összesen 10 drónok számára elkülönített légtér közül a világon.

### Épület[3]
A bioklimatikus épületet, mely otthont ad a központnak, forradalmi koncepció alapján tervezték és építették két fő célt szem előtt tartva: az energiahatékonyság maximalizálását és a tájkép megváltoztatásának minimalizálását. Az épületet úgy tervezték, hogy egy termikus burok vegye körül, mely egész évben kellemes hőmérsékletet biztosít. Ennek érdekében az épületet a felszín alá építették, így kihasználva a föld termikus inerciáját. Ezen kívül a földbe süllyesztésnek köszönhetően az épület nem jelent akadályt a drónok működtetésekor. Az áramot az épület tetején elhelyezett napkollektorok biztosítják, míg a fűtés biomasszából és a föld hőjéből származik. Az esővizet tartályban gyűjtik és speciális csővezetéken keresztül jut az épületbe miután megtisztították. Az épület ilyen módon teljesen önellátó.
Az épület és a repülőtér az alábbi létesítményeket tartalmazza:
- 140.000 m² terület távérzékelési pontok telepítésére
- Több mint 50 geodéziai pont
- Iroda
- Műhely
- Mechanikus és elektronikus labor
- Hangár
- Repülésirányító központ
- Kamera kalibrációs felületek
- Konferenciaterem
- Szakkönyvtár
- CATUAV drón tanácsadó iroda
- Raktár

## Szolgáltatások

### Tanfolyamok
A BCN Drone Center magába foglalja az irodát, műhelyt, drón repteret és légteret, melyek alkalmas környezetet biztosítanak a szakmai képzéshez, lehetővé téve az elméleti és gyakorlati képzés együttes lebonyolítását. Az egy hetes tanfolyam alatt mind elméleti mind gyakorlati foglalkozásokra sor kerül, melyekhez a kurzus alatt drónokkal készített felvételeket használják. Az előadásokat szakképzett, tapasztalt professzorok és különböző cégek szakemberei tartják.

#### UAV távérzékelési alkalmazások
Az egyhetes képzés alatt drónok photogrammetriai és távérzékelési felhasználási módjai kerülnek bemutatásra. Az elmélet gyakorlati képzéssel párosul UAV felvételek felhasználásával és esettanulmányok elemzésével. A különböző alkalmazások a témában jártas szakemberek által kerülnek bevezetésre. A kurzus alatt gyakorlati repüléseket hajtanak végre annak érdekében, hogy a résztvevők láthassák valóságban, amit elméletben megtanultak. A kurzus célja, hogy világos áttekintést nyújtson egy UAV küldetés megtervezéséről, az UAV rendszer kiválasztásától kezdve a felvételek feldolgozásáig, figyelembe véve a különböző küldetések jellemzőit. A képzés segít elsajátítani az ismereteket a megfelelő UAV rendszer kiválasztásához a különböző alkalmazásokhoz, a helyes működtetéshez és hogy mely távérzékelési technikák használhatóak a felvételek elemzéséhez.

#### Merevszárnyú drón használat és design
A tanfolyam a merevszárnyú drónok tervezését és működtetését tanítja meg: repülés, irányítás, alapvető tervezési tényezők, melyeket figyelembe kell venni. A legfontosabb aerodinamikai és mérnöki alapelveket is bemutatja, melyek kapcsolódnak a merevszárnyú drónok működtetéséhez és tervezéséhez, valamint hogy ezek hogyan befolyásolják a rendszer teljesítményét, viselkedését, karbantartását. A gyakorlati képzés magában foglalja a drónok irányítását mind kézi, illetve automata módon.

### Repülési tesztek

#### SkyDragon Technológia[6]
A SkyDragon egy szegmentált, héliummal feltöltött léghajó, mely képes különböző meghajtási rendszerekat használni. Alkalmazható egy előre kijelölt terület adatforgalmának biztosítására. Például nagyon hasznos lehet egy természeti katasztrófa esetén, amikor az infrastruktúra ideiglenesen használhatatlanná válik. A cél az, hogy a léghajó 20 km-es magasságban tudjon működni. A rendszert 2016 júniusában a BCN Drone Centerben tesztelték.

#### MapKITE[7]
A mapKITE koncepció a GeoNumerics találmánya. Ez egy kettős légi-földi rendszer, melynek előnye az egyidejű geoadat felvétel a felszínről és a levegőből. A rendszer első teszteléséhez és bemutatásához a BCN Drone Center biztosította a helyszínt 2016 júniusában. A teszteléshez a 2500 hektáros elkülönített légtérben egy 2 km hosszú földutat használtak, ahol mintegy tíz alkalommal sikeresen végrehajtották a műveletet. A vizsgálati helyszínen készült több földi ellenőrzési pontok mért végig a folyosón ellátott fekete-fehér markerek a minőség-ellenőrzése. A helyszínen több fekete-fehér ellenőrző pontot helyeztek el a pontosság ellenőrzése érdekében.

## Fordítás
Ez a szócikk részben vagy egészben  a   BCN Drone Center című angol Wikipédia-szócikk ezen változatának fordításán alapul.  Az eredeti cikk szerkesztőit annak laptörténete sorolja fel. Ez a jelzés csupán a megfogalmazás eredetét és a szerzői jogokat jelzi, nem szolgál a cikkben szereplő információk forrásmegjelöléseként.